# Past Masters
A Past Masters egy kétlemezes válogatásalbum, amelyet az angol rockzenekar, a The Beatles készített. Eredetileg két külön kötetben jelent meg 1988. március 7-én, a zenekar katalógusának első számának részeként, CD-n. Az albumon minden olyan dalt megtalálható, amelyet a zenekar kereskedelmi forgalomba hozott, de nem volt korábban elérhető a Beatles 12 eredeti brit albumán vagy a Magical Mystery Tour amerikai nagylemezén. Az albumot Mark Lewisohn, Beatles-történész állította össze, aki egy a dalokkal kapcsolatos mellékfüzetet írt a kiadványhoz. A Past Masters készlet nagy része a banda kislemezeinek A- és B-oldalából áll, beleértve a dalok olyan változatait is, amelyek más formában jelentek meg mint ahogy az albumokon hallhatóak. Tartalmazza továbbá a csak az Egyesült Királyságban megjelent Long Tall Sally középlemez teljes tartalmát, két német nyelvű számot, egy amerikai piacra felvett dalt, valamint egy jótékonysági válogatásalbumon megjelent számot.
Bár a Past Masters nem stúdióalbum, hanem válogatásalbum, mégis sok rajongó a Beatles 14. (és egyben utolsó) nagy kiadványának tekinti. Ez akkor történt, amikor 1987-ben szabadalmaztatták a Beatles törzskatalógusát, amit 2009-ben a hivatalos újra kiadás követett.

## Megjelenésének története
A Past Masters eredetileg két külön CD-n jelent meg 1988. március 7-én, Past Masters, Volume One és a Past Masters, Volume Second néven. A The Beatles Box Set is tartalmazta a két kötetet. A Past Masters, Volumes One & Two (más néven egyszerűen Past Masters) 1988. október 24-én jelent meg az Amerikai Egyesült Államokban, addig az Egyesült Királyságban 1988. november 10-én. Mindkét kötet dupla kazettás csomagként jelent meg 1988. március 7-én.
A dupla szett 2009. szeptember 9-én jelent meg újra CD-n, egyszerűen Past Masters címmel, az eredeti Beatles katalógus újrafeldolgozásának részeként, és bekerült a The Beatles (The Original Studio Recordings) dobozkészletébe is. Ebben a kiadásban a From Me to You és a Thank You Girl sztereó hangzásban hallható, addig az eredeti 1988-as kiadásnál a két szám monó hangzásba kerültek forgalomban. Mark Lewisohn nevét eltávolították az új kiadás borítóján. Az ugyanekkor kiadott Beatles in Mono dobozos szett tartalmazza a Mono Masters albumot, amely hasonló számlistát tartalmaz ,csak a mono mixeket dedikálásokkal látták el.
2012. november 12-én jelent meg a Past Masters dupla nagylemez szettként, bakelitre digitálisan újrakevert változata.

## Az album dalai
A megadott dátumok a dalok eredeti megjelenési dátumaival vannak ellátva, nem pedig azokkal, amikor ezek rögzítésre kerültek.
Az összes dalt Lennon–McCartney írta, kivéve ahol meg van jelölve. A számok sztereó hangzásúak, kivéve ahol meg van jelölve.

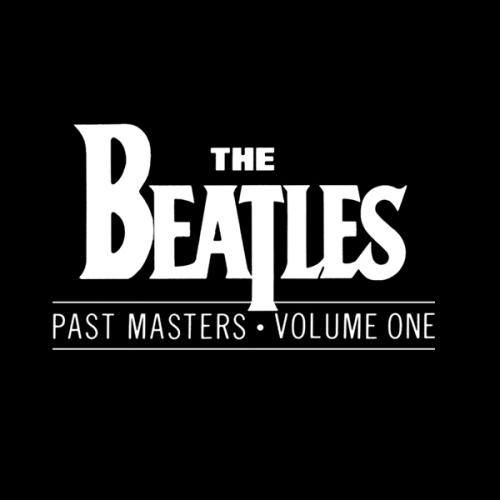
A The Beatles Past Masters, Volume One album borítója

### Past Masters, Volume One
Az 1962 és 1965 között megjelent felvételeket tartalmazza:
- A brit kislemezeken szereplő tizenegy dalt (beleértve a B oldalakat is)
- A Komm, Gib Mir Deine Hand/ Sie Liebt Dich német kislemezen szereplő mindkét számot.
- A Long Tall Sally középlemezen szereplő négy dalt.
- És az amerikai kiadású Beatles VI albumról a Bad Boy című számot. (Habár a dal a Parlophone által kiadott 1966-os A Collection of Beatles Oldies albumon is szerepelt)

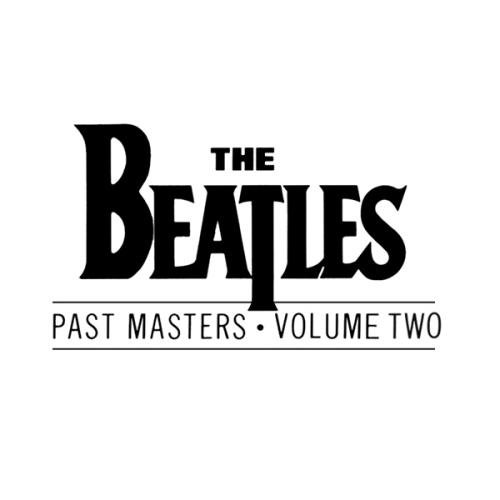
A The Beatles Past Masters, Volume Two album borítója

| Szám                          | Cím                      | Énekhang(ok)                         | Hossz | Megjegyzés |
| ----------------------------- | ------------------------ | ------------------------------------ | ----- | --- |
| 1.                            | Love Me Do               | John Lennon és Paul McCartney        | 2:24  | Az 1962. október 5-ei kislemez A-oldala. A Parlophone által kiadott rádiós változat, amit 1962. szeptember 4-én rögzítettek. Ezen változatban Ringo dobol. A dal monó hangzásba került forgalomba.                                                                         |
| 2.                            | From Me to You           | John Lennon és Paul McCartney        | 1:58  | Az 1963. április 11-ei kislemez A-oldala. Eredetileg monó hangzásba került forgalomba, később 2009-ben sztereó hangzást kapott. |
| 3.                            | Thank You Girl           | John Lennon és Paul McCartney        | 2:04  | Az 1963. április 11-ei kislemez A-oldala. Eredetileg monó hangzásba került forgalomba, később 2009-ben sztereó hangzást kapott. |
| 4.                            | She Loves You            | John Lennon és Paul McCartney        | 2:21  | Az 1964. augusztus 23-ai kislemez A-oldala. Monó hangzásba került forgalomba. |
| 5.                            | I'll Get You             | John Lennon és Paul McCartney        | 2:06  | Az 1964. augusztus 23-ai kislemez A-oldala. Monó hangzásba került forgalomba. |
| 6.                            | I Want to Hold Your Hand | John Lennon és Paul McCartney        | 2:27  | Az 1963. november 29-ei kislemez A-oldala |
| 7.                            | This Boy                 | Lennon, McCartney és George Harrison | 2:16  | Az 1963. november 29-ei kislemez B-oldala |
| 8.                            | Komm, gib mir denie Hand | Lennon és McCartney                  | 2:27  | Az I Want to Hold Your Hand dal német változata, melyet Jean Nicolas és Heinz Hellmer fordított le. 1964. márciusában került forgalomba az NSZK-ban. Eredetileg nagyon keskeny sztereó hangzásban került forgalomba, a 2009-es újrakeverés során szélesítettek a hangokon. |
| 9.                            | Sie liebt dich           | Lennon és McCartney                  | 2:20  | A She Loves You dal német változata, melyet Jean Nicolas és Lee Montouge fordított le. 1964. márciusában került forgalomba az NSZK-ban.Eredetileg nagyon keskeny sztereó hangzásban került forgalomba, a 2009-es újrakeverés során szélesítettek a hangokon.               |
| 10.                           | Long Tally Sally         | McCartney                            | 2:03  | Robert "Bumps" Blackwell, Enotris Johnson, és Little Richard közös szerzeménye. A Long Tally Sally középlemezen volt megtalálható. |
| 11.                           | I Call Your Name         | Lennon                               | 2:09  | A Long Tally Sally középlemezen volt megtalálható. |
| 12.                           | Slow Down                | Lennon                               | 2:56  | A Long Tally Sally középlemezen volt megtalálható. |
| 13.                           | Matchbox                 | Ringo Starr                          | 1:59  | A Long Tally Sally középlemezen volt megtalálható. |
| 14.                           | I Feel Fine              | Lennon                               | 2:20  | Az 1964. november 27-ei kislemez A-oldala |
| 15.                           | She's a Woman            | McCartney                            | 3:03  | Az 1964. november 27-ei kislemez B-oldala |
| 16.                           | Bad Boy                  | Lennon                               | 2:21  | Eredetileg az 1965. június 14-én megjelent Beatles VI amerikai, valamint az 1966. december 10-én megjelent A Collection of Beatles Oldies brit albumon szerepelt. |
| 17.                           | Yes It Is                | Lennon, McCartney és Harrison        | 2:43  | Az 1965. április 9-ei kislemez B-oldala (melynek A-oldalán a Ticket To Ride című dal szerepel) |
| 18.                           | I'm Down                 | McCartney                            | 2:32  | Az 1965. július 23-ai kislemez B-oldala (melynek A-oldalán a Help! című dal szerepel) |
| Az album teljes hossza: 42:28 |                          |                                      |       | |

### Past Masters, Volume Two
Az 1965 és 1970 között megjelent felvételeket tartalmaz:
- Tizennégy számot a brit kislemezekből (beleértve a B oldalakat is)
- Az Across the Universe azon változatát, mely a No One's Gonna Change Our World című jótékonysági albumon szerepelt
- A The Inner Light című dal 1970-es sztereó keverését, amely korábban csak egy korlátozott kiadású középlemezen volt elérhető 1981-ben.

| Szám                          | Cím                                   | Énekhang(ok)        | Hossz | Megjegyzés                                                                                                |
| ----------------------------- | ------------------------------------- | ------------------- | ----- | --- |
| 1.                            | Day Tripper                           | Lennon és McCartney | 2:50  | Az 1965. december 3-ai dupla A-oldalú kislemez egyik slágere                                              |
| 2.                            | We Can Work It Out                    | McCartney           | 2:16  | Az 1965. december 3-ai dupla A-oldalú kislemez egyik slágere                                              |
| 3.                            | Paperback Writer                      | McCartney           | 2:19  | Az 1966. június 10-ei kislemez A-oldala                                                                   |
| 4.                            | Rain                                  | Lennon              | 3:02  | Az 1966. június 10-ei kislemez A-oldala                                                                   |
| 5.                            | Lady Madonna                          | McCartney           | 2:18  | Az 1968. március 15-ei kislemez A-oldala                                                                  |
| 6.                            | The Inner Light                       | Harrison            | 2:37  | Az 1968. március 15-ei kislemez B-oldala, mely később sztereó hangzású lett.                              |
| 7.                            | Hey Jude                              | McCartney           | 7:08  | Az 1968. augusztus 30-ai kislemez A-oldala                                                                |
| 8.                            | Revolution                            | Lennon              | 3:25  | Az 1968. augusztus 30-ai kislemez B-oldalán található változat                                            |
| 9.                            | Get Back                              | McCartney           | 3:15  | Az 1969. április 11-ei kislemez A-oldalán található változat                                              |
| 10.                           | Don't Let Me Down                     | Lennon              | 3:35  | Az 1969. április 11-ei kislemez B-oldala                                                                  |
| 11.                           | The Ballad of John and Yoko           | Lennon              | 3:00  | Az 1969. május 30-ai kislemez A-oldala                                                                    |
| 12.                           | Old Brown Shoe                        | Harrison            | 3:18  | George Harrison írta. Az 1969. május 30-ai kislemez B-oldala                                              |
| 13.                           | Across the Universe                   | Lennon              | 3:49  | Az 1969. december 12-én megjelent No One's Gonna Change Our World jótékonysági albumon szereplő változat. |
| 14.                           | Let It Be                             | McCartney           | 3:51  | Az 1970. március 3-ai kislemez A-oldala                                                                   |
| 15.                           | You Know My Name (Look Up the Number) | Lennon és McCartney | 4:19  | Az 1970. március 3-ai kislemez B-oldala. Monó hangzásban került forgalomba.                               |
| Az album teljes hossza: 51:01 |                                       |                     |       | |

## Fordítás
Ez a szócikk részben vagy egészben  a   Past Masters című angol Wikipédia-szócikk fordításán alapul.  Az eredeti cikk szerkesztőit annak laptörténete sorolja fel. Ez a jelzés csupán a megfogalmazás eredetét és a szerzői jogokat jelzi, nem szolgál a cikkben szereplő információk forrásmegjelöléseként.

## Bibliográfia
- Bánosi György – Tihanyi Ernő: Beatles zenei kalauz. Az együttzenélés és a szólóévek. 1958–1999. Budapest: Anno Kiadó, 1999. ISBN 963-853-895-3
- Ian Macdonald: A fejek forradalma. A Beatles és a hatvanas évek. (ford. Révbíró Tibor) Budapest: Helikon Kiadó, 2015. ISBN 978-963-227-468-3